# Langkofel
Der Langkofel (3181 m s.l.m.) ist der Hauptgipfel der Langkofelgruppe, ein Gebirgsstock in den Grödner Dolomiten, in Südtirol, Italien. Sein Name (ladinisch Saslonch, italienisch Sassolungo) bedeutet Langer Stein/Fels. Der Langkofel ist der höchste Berg der Grödner Dolomiten und hat eine über 1000 m hohe Wand zum Grödner Tal hin. Er liegt in Südtirol nahe der Grenze zum Trentino.

## Lage und Beschreibung
Die Langkofelgruppe ist ein Gebirgsstock, der sich zwischen Gröden und dem Fassatal erhebt, im Westen zur weitläufigen Seiser Alm abfällt und im Osten durch das Sellajoch vom Sellamassiv getrennt wird. Der Langkofel selber ist der namensgebende Hauptgipfel des Massivs und die höchste Erhebung. Er macht mit einer Länge von einem Kilometer (einschließlich des Langkofeleck genannten Südostgipfels) nahezu die Hälfte des Gebirgsmassivs aus und ist damit der dominante Berg der Gruppe. Besonders vom Grödner Tal und der Seiser Alm dominiert der Berg das Panorama. Er liegt auf den Gemeindegebieten von Wolkenstein im Osten und St. Christina im Westen. 
Der gewaltige Berg bildet einen nach Südosten zum Sellajoch vorgeschobenen Eckpfeiler, während der Westgrat sich in einige selbständige Westtürme auflöst. An der Nordseite ragen aus der Wand einige Felstürme wie der markante Salamiturm (2844 m) und der Demetzturm (2800 m). Zum Grödner Tal hin hat der Langkofel eine über 1000 m hohe Wandflucht, diese ist eine der höchsten der Alpen. Die Südwestflanke, die zum Langkofelkar abfällt, ist wild zerklüftet.
Von den Langkofelwänden zum Sellajoch hin erstreckt sich das Felssturzgebiet der „Steinernen Stadt“, die durch einen gewaltigen Felssturz aus der Langkofel-Ostwand entstanden ist. Die „Steinerne Stadt“ besteht aus über Hundert Felsblöcken, die durchaus die Größe eines Hauses ausmachen können. 
In einer natürlichen Nische an der Ostseite des Langkofel hängt eine 3,20 Meter hohe handgeschnitzte Madonna aus Holz, die der Bildhauer Flavio Pancheri zusammen mit Bergführern der Catores (Alpinschule und Bergführer Gröden) 1961 dort befestigt hat.

## Erschließung und Zugang
Der einfachste Zugang zum Langkofel ist vom Sellajoch (2180 m). Hier führt ein Wanderweg in die Langkofelscharte zwischen Langkofel und Fünffingerspitze. Diese kann auch mit einer Stehgondelbahn vom Sellajoch aus erreicht werden, wodurch auch für einfache Wanderer mit guter Ausrüstung eine Umrundung des Langkofels mit Blick auf Sella, Marmolata und Seiser Alm in hochalpiner Landschaft möglich wird. Im Winter ist diese Gondelbahn nicht mehr geöffnet, da in der nicht mit Pistenfahrzeugen präparierten Skiabfahrt durch die Langkofelscharte einige Skifahrer tödlich verunglückten. Der Fuß des Langkofels kann aber auch über die Seiser Alm oder den Confinboden in einer Wanderung erreicht werden. Von Wolkenstein in Gröden führen auch einige Seilbahnen an den Fuß des Langkofels.

## Alpinismus
Der Gipfel ist für Wanderer nicht erreichbar, dieser ist Kletterern vorbehalten. Für Wanderer gibt es aber eine reiche Auswahl an Wanderwegen rund um den Berg, in die Langkofelscharte und am Fuße des Berges entlang.

### Wandern
Besonders beliebt ist eine Wanderung über die Seiser Alm bis zur Langkofelhütte (2253 m) im Langkofelkar und von diesem über den Confinboden wieder zurück zum Ausgangspunkt. Es ist eine eher moderate Wanderung mit 260 m Anstieg (am Anfang wird ein Teil des Aufstiegs mit dem Sessellift Monte de Seura bewältigt) und 610 m Abstieg und einer Gehzeit von knapp drei Stunden. An schönen Sommertagen ist diese Wanderung rege frequentiert. Eine andere beliebte Wanderung ist der Hans-und-Paula-Steger-Weg, der auch im Winter möglich ist.

### Klettern
Die Erstbesteigung des Langkofels über den Normalweg gelang am 13. August 1869 Paul Grohmann in Begleitung der Bergführer Franz Innerkofler und Peter Salcher. Der Normalweg führt durch die Südwestwand auf den Gipfelverbindungsgrat (UIAA II) und auf diesem zum Gipfel (UIAA III), er weist eine Kletterstrecke von über 1000 m mit einer komplizierten und nicht einfach zu findenden Wegführung auf. Sie zählt zu den anspruchsvollsten Normalwegen der Dolomiten. Die Kletterpionierin der Dolomiten, Paula Wiesinger, hatte diesen noch im Alter von 71 Jahren begangen, was sie mit den Worten kommentierte: „damit wir auch endlich den gewöhnlichen Weg gegangen sind“. 
Ein weiterer Klassiker ist die „Pichl“ an der Langkofel-Nordost-Wand, sie umfasst eine Kletterstrecke von 1400 m und einer Schwierigkeit von UIAA III–IV. Die Tour wurde am 21. August 1918 von Eduard Pichl und Rolf Waizer erstbegangen. In der gleichen Wand wurde am 31. Juli 2017 von Ivo und Edy Rabanser, Heinz Grill und Florian Kluckner eine neue Tour, die „Sisyphos“ eröffnet. Diese weist eine mittlere Schwierigkeit (UIAA VI+) auf, ist sehr lang (600 m, bzw. 23 Seillängen) und benötigt 8 bis 9 Stunden Kletterzeit.
Alle Touren, die auf den Langkofel führen, ist gemeinsam, dass auch der Abstieg lang und anspruchsvoll ist und bei Regen und schlechter Sicht sehr schnell heikel werden kann. Die Wegführung ist nicht einfach und es haben sich schon einige hoffnungslos verlaufen. Daher befindet sich auf dem Langkofel eine Biwakschachtel als Notunterkunft; sie wurde nach dem italienischen Dominikanerpater Reginaldo Giuliani benannt.
Auch auf den Salamiturm führen nur Klettertouren: die „Via Comici“ (UIAA VI+, 350 m, 12 Seillängen), erstbegangen von Emilio Comici und Severino Casara am 28./29. August 1940 sowie die moderne „Hypersalami“ (UIAA VII+, 350 m, 13 Seillängen), erstbegangen von Rabanser und Furlani am 23. Juli 1991.

### Laufsport
Rund um den Langkofel verläuft die 21 km lange und rund 1000 hm umfassende Strecke des Berglaufs Dolomites Saslong Half Marathon, der mit Start- und Zielpunkt Monte Pana jährlich im Sommer abgehalten wird.

## Unfälle
Klettern am Langkofel ist eine hochalpine und ernsthafte Angelegenheit vor allem in den langen Alpinrouten. Dies ist bedingt durch die Länge der Routen, der Ausgesetztheit und auch durch die wild zerrissene Landschaft, in der man sich leicht verirren kann. Die meisten Alpinrouten sind eher dürftig gesichert und die Wegführung nicht einfach. Dazu kommt, dass das Wetter schnell umschlagen kann. Selbst der Abstieg bedarf alpiner Erfahrung.
Daher kommt es immer wieder zu (tödlichen) Unfällen. 
So ist im August 1979  eine Jugendgruppe aus Albstadt, Baden-Württemberg abgestürzt, als sie den Klettersteig an der Langkofelscharte begehen wollte und sich im Abstieg bei schlechter werdenden Wetter verirrte. 2013 stürzten drei Bergsteiger ab, als sie die „Pichl“ begehen wollten; da sie aneinander geseilt waren, wurden alle drei in die Tiefe gerissen. 2020 stürzte ein Bergsteiger aus der Normalroute.

Langkofel
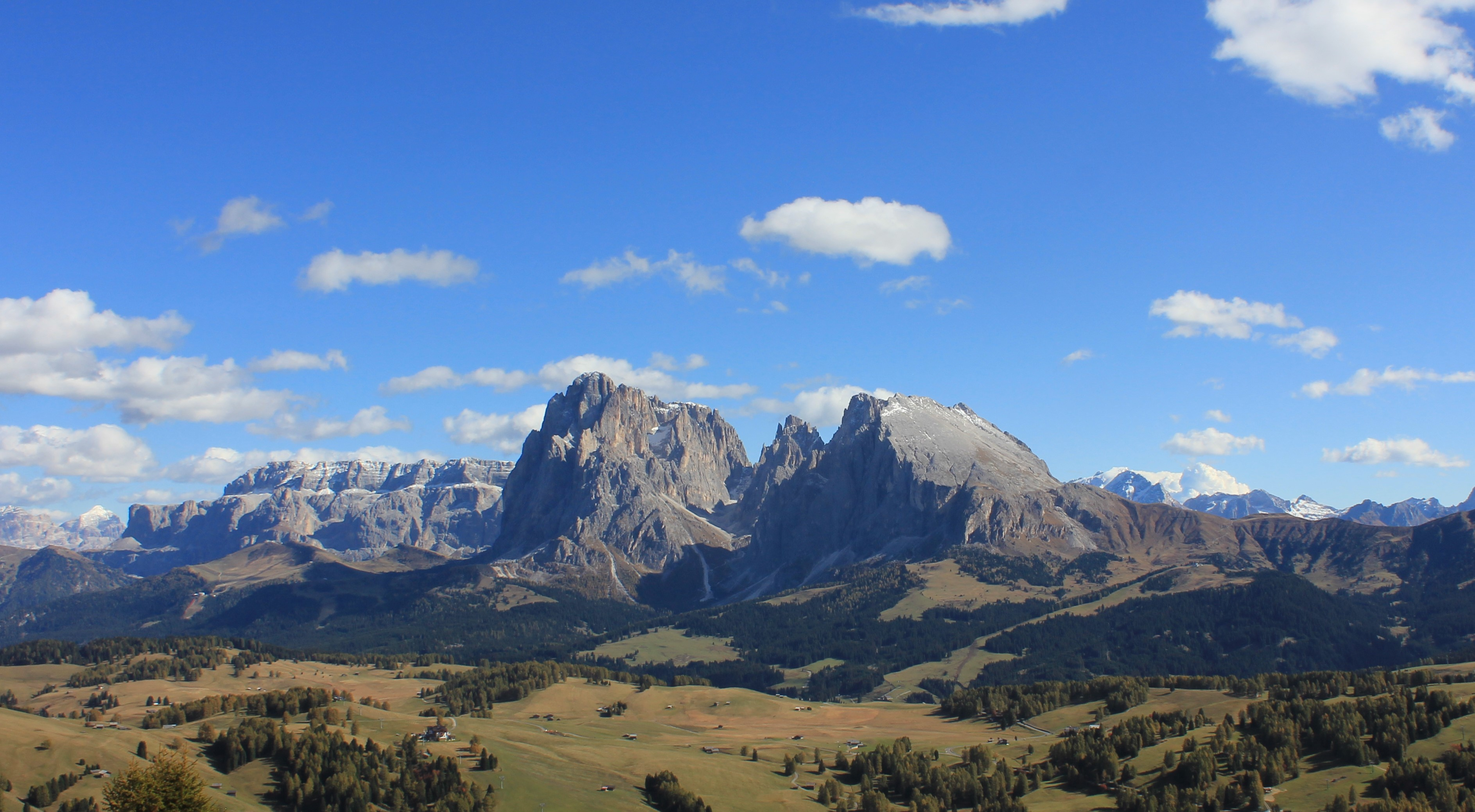
Langkofel (links) und Plattkofel (rechts) von Nordwesten. Im Hintergrund links die auffällig terrassierte Sellagruppe und rechts der wolkenbehangene Gipfel der Marmolata
Historisches Luftbild von Werner Friedli (1957)
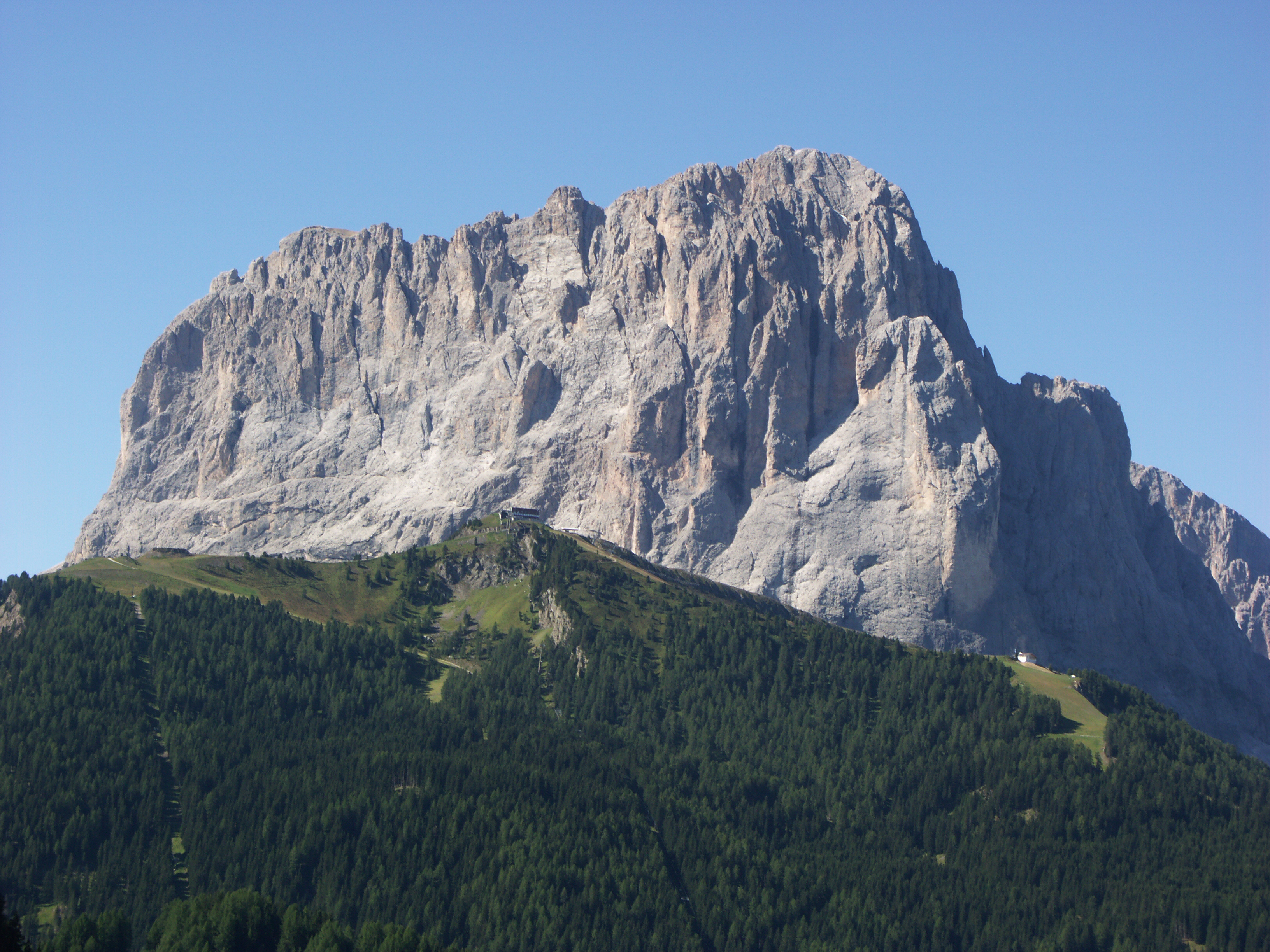
Langkofel von Nordosten aus gesehen
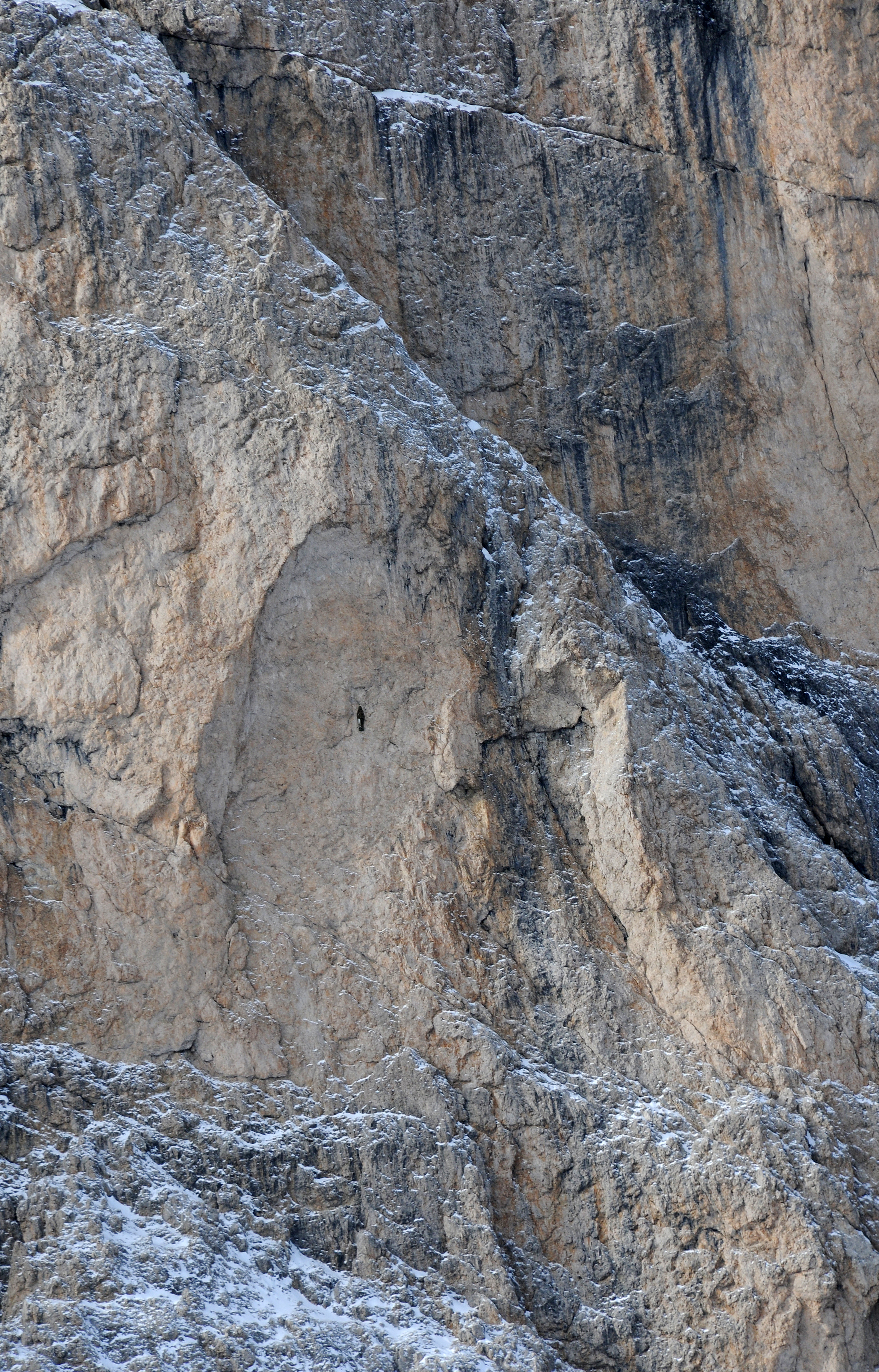
Holzgeschnitzte Madonna von Flavio Pancheri in der Ostwand des Langkofels